# Taco Hemingway
Taco Hemingway, pseudonimo di Filip Tadeusz Szcześniak (Il Cairo, 29 luglio 1990), è un rapper polacco.

## Discografia

### Da solista

#### Album in studio
- 2016 – Marmur
- 2018 – Café Belga
- 2019 – Pocztówka z WWA, lato '19
- 2020 – Jarmark
- 2020 – Europa
- 2023 – 1-800-Oświecenie

#### EP
- 2013 – Young Hems
- 2014 – Trójkąt Warszawski
- 2015 – Umowa o dzieło
- 2016 – Wosk
- 2017 – Szprycer
- 2018 – Flagey

#### Mixtape
- 2011 – Who Killed JFK

#### Singoli
- 2015 – 6 zer
- 2016 – Deszcz na betonie
- 2018 – Tamagotchi

### Taconafide
- 2018 – Soma 0,5 mg